# Ičirgu-boil
L'ičirgu-boil o čargobilja (in antico bulgaro чрьгобыля) era un importante dignitario del Primo impero bulgaro. Era comandante della guarnigione della capitale ed era la terza più importante carica dopo il monarca e il kavkhan (comandante dell'esercito). In tempo di pace l'ičirgu-boil espletava funzioni diplomatiche.

## Origine
Secondo Veselin Bešeliev la parola "ičirgu" è di origine turco-altaica e significa "interno"; secondo altri deriva invece dal termine caucasico "ičirho" che significa "arciere".
Da un'iscrizione funeraria ritrovata durante gli scavi archeologici di Preslav è noto il nome dell'ičirgu-boil Mostič, che fu in carica sotto gli imperatori Simeone il Grande (893-927) e Pietro I (927-969). Un ignoto ičirgu-boil è menzionato nell'iscrizione di Filippi risalente al regno di Presian.